# Apodemus flavicollis
Mulot à collier, Mulot à collier roux, Mulot fauve
Espèce
Statut de conservation UICN

 LC  : Préoccupation mineure
Répartition géographique
Apodemus flavicollis est une espèce de rongeurs de la famille des muridés. Il est appelé Mulot à collier, Mulot à collier roux ou Mulot fauve. C'est un petit mammifère sylvestre, nocturne et volontiers arboricole. Il se distingue des autres mulots par une tache jaune sous et parfois autour du cou.

## Description de l'espèce
Le mulot à collier est strictement nocturne. Il est très agile, se déplace très souvent par grands bonds et est en partie arboricole : il peut grimper jusqu'à 20 mètres de haut dans les arbres.

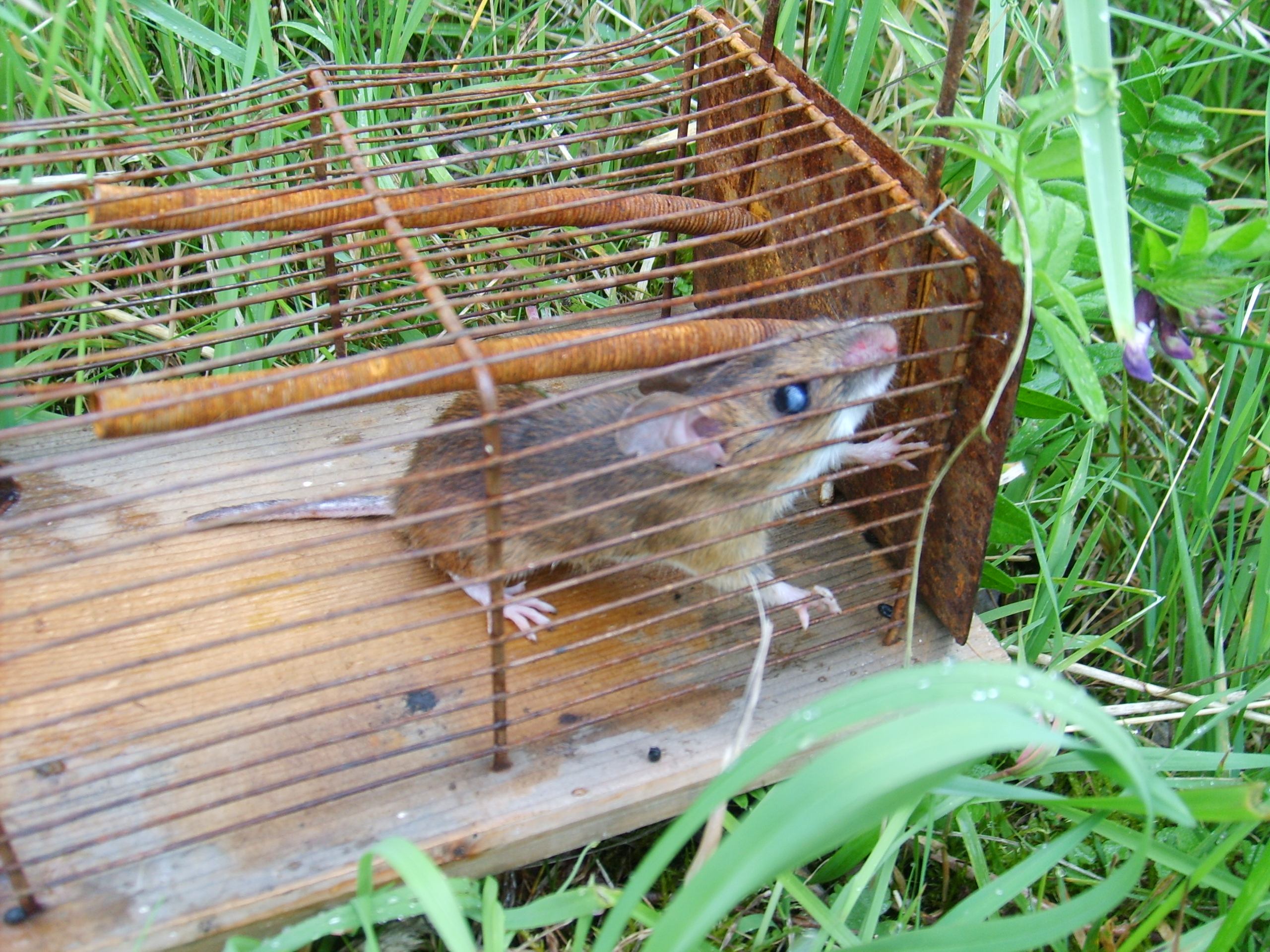
Mulot à collier capturé, dont une partie de la queue a été perdue.

- taille :  8,5 à 13 cm plus 8 à 13,5 cm de queue
- poids : de 22 à 45 grammes.
- Couleur : Pelage fauve sur le dos, légèrement mêlé de gris. Le ventre est généralement blanc pur très bien délimité.
- Formule dentaire: 1/1 Inc. + 0/0 Can. + 0/0 Prémol. + 3/3 Mol[3].

De même que chez certains rongeurs, la peau de la queue a la propriété de se rompre facilement pour permettre à l'animal de s'enfuir s'il est saisi par un prédateur. C'est ce qu'on appelle l'autotomie. L'autotomie caudale chez cette espèce se fait au niveau des 21e et 22e vertèbres.

## Habitat, répartition
Il est largement représenté dans toutes ou presque toutes les zones boisées d'Europe (sauf localement en Grande-Bretagne où son statut n'est pas encore clair), l'espèce n'y ayant pas fait l'objet d'étude précise de répartition.

On estime que l'habitat qui lui convient le mieux est la forêt mature, mais il est dans certaines régions (en Angleterre notamment) devenu un visiteur régulier des maisons.
Sa répartition nationale peut aussi être limitée par l'altitude et les grands froids, et il semble avoir une aversion pour les lieux les plus humides.

## Écologie, comportement
Cette espèce commune mais discrète est rarement en contact direct avec l'Homme, sauf dans les rares cas où des mulots entrent dans les habitations, ce qui peut se produire en milieu rural périforestier ou dans des maisons construites en forêt. Dans ces cas l'espèce peut comme la souris domestique provoquer d'importants dégâts (alimentation gâtée, câblage électrique rongé...), mais elle est peu susceptible de causer des dommages significatifs aux cultures de plein champ en raison de sa dépendance au milieu forestier.
Ses yeux noirs sur-développés lui confèrent une excellente vision nocturne, mais il communique aussi par cris quand il se déplace dans les arbres, jusque dans la canopée. Ses grandes oreilles lui assurent probablement aussi une très bonne audition.
C'est un animal territorial. Son territoire (0,5 ha environ, mais exploré dans les trois dimensions, jusqu'à la canopée) est légèrement plus grand que celui du mulot sylvestre, ce qui est logique, puisque le mulot à col jaune est un peu plus grand que ce dernier. Ceux des mâles et des femelles se chevauchent. La surface de leur territoire diminue en hiver et augmente au printemps pour le mâle.
Ce rongeur semble doué de capacité mémorielle et d'orientation importante. Une étude publiée en 1898 a porté sur les déplacements de mulots à cou jaune capturés puis relâchés dans leur environnement naturel, une partie du lot ayant été privée de la vision ou de l'olfaction. À la surprise des scientifiques, les mulots aveuglés ou privés d'olfaction ont été en mesure de s'orienter dans leurs territoires antérieurs, presque aussi efficacement que les animaux « normaux ». Les mouvements d'animaux aveugles ou sans odorat étaient simplement plus concentrés dans leurs endroits antérieurement familiers.

## Alimentation
Ces rongeurs se nourrissent essentiellement de graines produites par les arbres (ils sélectionnent peut-être celles qui sont le plus énergétiques), de fruits, de certaines plantes, mais aussi d'invertébrés. C'est un régime alimentaire très similaire à celui de leur proche parent, le mulot sylvestre. Ils peuvent stocker des graines dans leurs réseaux complexes de terriers, souvent construits entre les racines. Ils y construisent des nids faits avec du matériel végétal. Le réseau de tunnels peut être étendu, couvrant un large domaine et disposant de plusieurs entrées. Certains nids sont aussi construits au-dessus du sol dans les creux ou cavités d'arbres voire dans les maisons.

## Reproduction
La femelle peut assumer des grossesses successives dès février et jusqu'en octobre. Chaque portée comportant de 2 à 11 jeunes. Les reproducteurs mâles deviennent actifs au printemps et les premières portées sont plus précoces (deux à huit semaines) que pour le mulot des bois là où les deux espèces cohabitent.
Les petits naissent nus et aveugles, avec un poids d'environ 2,8 g. Leurs yeux s'ouvrent après 13 à 16 jours, époque à laquelle leur caractère distinctif (col jaune) devient perceptible.
Les animaux nés au printemps atteignent la maturité sexuelle à l’âge de deux à trois mois, alors que ceux nés plus tard se développent plus lentement et ne se reproduiront que l'année suivante.
Les années de grande abondance en semences d'arbres, la saison de reproduction peut se prolonger jusqu'en hiver. Mais ce rongeur a de nombreux prédateurs, et la promiscuité des individus lors des pics démographiques les expose à divers pathogènes qui diminuent leur espérance de vie. Peu de ces mulots survivent plus d'un an et l'espérance moyenne de vie des petits n'est que de trois à quatre mois. Les pics automnaux de population sont suivis d'un déclin l'hiver et au printemps, avant d'augmenter à nouveau de l'été à l'automne.

## Mulot à collier et zoonoses
Il est considéré comme étant probablement la principale espèce réservoir du sous-type viral européen responsable de l'encéphalite à tiques (zoonose qui est en forte augmentation en Europe du Nord et de l'Ouest et qui est le plus souvent transmise à l'Homme par la piqûre d'adultes ou de nymphes de 2 tiques (Ixodes ricinus et Ixodes persulcatus) qui se sont préalablement infectées à l'état de larves lors de leur premier repas sur le Mulot à collier,,)
Cette augmentation pourrait être due à une combinaison de facteurs associant réchauffement climatique hivernal, modifications de la structure forestière, et modes de gestion du gibier (agrainage qui nourrit les rongeurs qui peuvent d'autant mieux pulluler que l'on chasse ou piège ses prédateurs) (voir article sur les tiques pour plus de détails). La régression locale de ses prédateurs (rapaces nocturnes ; chouette et hiboux en particulier qui sont proportionnellement plus souvent victimes de collision avec les véhicules que les rapaces diurnes) pourraient aussi contribuer à leur pullulation et à une meilleure diffusion d'autres maladies virales ou bactériennes dont ils peuvent aussi être l'un des « réservoirs » (maladie de Lyme en particulier).
À titre d'exemple, Une étude italienne a porté sur 367 A. flavicollis piégés en 2002 dans 6 domaines d'étude. 238 d'entre eux étaient infectés par un à trois agents pathogènes ; 3,3 % de ceux-ci étaient porteurs du virus TBE, 11,7 % de A. phagocytophila et 16,6 % d'une borrélie responsable de la maladie de Lyme. L'autre réservoir est le Campagnol roussâtre (Clethrionomys glareolus) dont pour 108 individus capturés, 6,5 % portaient A. phagocytophila et de 12,7 % une ou plusieurs borrélies (mais aucun n'était infecté par le virus TBE)[réf. nécessaire].

## Prédateurs
Très prolifique, sa démographie est normalement contrôlée par de nombreux prédateurs.
Ce sont surtout des rapaces nocturnes, mais aussi des mammifères carnivores tels que renard, mustélidés, glouton (en Europe du nord), chat sauvage, lynx ou loup (là où ils n'ont pas disparu ou là où ils sont de retour) ou encore des reptiles (couleuvres, vipères).

## Nomenclature
Ses Nom vernaculaires sont :
- Français : Mulot à collier ou Mulot à gorge jaune[3].
- Anglais : yellow-necked field mouse[11].